# Радбиль, Оскар Самойлович
О́скар Само́йлович Ра́дбиль 27 августа 1919, Киев — 18 марта 1993, Москва) — советский врач, терапевт, доктор медицинских наук (1960), профессор (1962), Заслуженный деятель науки Татарской АССР (1970), заведующий отделом Всесоюзного НИИ медицинской информации Министерства здравоохранения СССР (1973—1988).

## Биография
Родился 27 августа 1919 года в Киеве.
В 1941 году окончил Киевский государственный медицинский институт. После начала Великой Отечественной войны был мобилизован в Красную армию 28 июня 1941 года.
В 1942 году направлен на работу в Казанский государственный институт усовершенствования для врачей (ГИДУВ).
С 1946 по 1956 год (с перерывом) работал в Москве в клинике лечебного питания Академии медицинских наук СССР, институте витаминологии, Всероссийского НИИ лекарственных и ароматических растений. С 1957 по 1973 год возглавлял кафедру терапии № 2 в Казанском ГИДУВе.
В 1960 году защитил докторскую диссертацию. В 1962 году был избран профессором.
С 1973 по 1988 год работал заведующий отделом во Всесоюзном НИИ медицинской информации Министерства здравоохранения СССР.
Оскар Радбиль является одним из основоположников эндокринной гастроэнтерологии в СССР. Им были написаны работы по проблемам гастроэнтерологии, язвенной болезни, хронических заболеваний печени и желчных путей: «Кора надпочечников и язвенная болезнь» (соавтор, 1967), «Болезни желудка» (соавтор, 1971), «Эндокринная система и желудок» (соавтор, 1973), «Фармакологические основы лечения болезней органов пищеварения» (1976) и др.
Подполковник медицинской службы. Награждён Орденом Отечественной войны II степени. За большой вклад в развитии медицинской науки в 1970 году Оскар Радбиль был удастоен почётного звания «Заслуженный деятель науки Татарской АССР».
Умер 18 марта 1993 года в Москве.

## Награды и звания
- Орден Отечественной войны II степени
- Заслуженный деятель науки Татарской АССР